# Ján Andrýs
Ján Andrýs (* 18. prosince 1927) byl český a československý politik a bezpartijní poslanec Sněmovny národů Federálního shromáždění za normalizace.

## Biografie
K roku 1971 se profesně uvádí jako předseda ZV ROH. Ve volbách roku 1971 zasedl do české části Sněmovny národů (volební obvod č. 39 - Hradec Králové, Východočeský kraj). Ve FS setrval do konce funkčního období, tedy do voleb roku 1976.